# Нічне чергування
«Нічне чергування» (англ. Nightwatch) — американський гостросюжетний фільм жахів 1997 режисера Оле Борнедаль, в головних ролях Юен Макгрегор , Патрісія Аркетт, Джош Бролін і Нік Нолті. Це ремейк однойменного данського фільму 1994, режисером якого також був Оле Борнедаль.

## Сюжет
Студент школи права Мартін влаштовується на роботу нічним сторожем в морзі. В цей час серійний вбивця — некрофіл, що починає тероризувати місто, обирає Мартіна своєю ціллю.

## У ролях
| Актор           | Роль                                                  |
| --------------- | ----------------------------------------------------- |
| Юен Макгрегор   | Мартін Беллс                                          |
| Патрісія Аркетт | Кетрін                                                |
| Джош Бролін     | Джеймс Гуллман                                        |
| Лорен Грем      | Мері                                                  |
| Нік Нолті       | інспектор Томас Крей                                  |
| Бред Дуріф      | черговий лікар                                        |
| Алікс Коромзай  | Джойс                                                 |
| Лонні Чепмен    | старий сторож                                         |
| Джон Рейлі      | помічник інспектора Білл Девіс (у титрах не вказаний) |
| Сандра Хесс     | студентка (у титрах не вказана)                       |

## Знімальна група
- Режисер — Уле Борнедаль
- Сценарист — Уле Борнедаль, Стівен Содерберг
- Продюсер — Міхаель Обель, Кері Гренат, Деніел Лупі
- Композитор — Йоаким Хольбек